# Hâfiz Osman
Hâfiz Osman (turc ottoman : حافظ عثمان), était un maître de la calligraphie ottomane. Il est connu pour avoir amélioré plusieurs scripts et pour avoir développé un modèle de mise en page, notamment de l’hilya. De par ses innovations, il est considéré comme l'un des trois calligraphes ottomans les plus importants avec Cheikh Hamdullah et Ahmed Karahisari.

## Biographie
Osman est né à et vécu à Istanbul. Son père était muezzin à la mosquée Khassèki. Il devint un calligraphe accompli sous les maitres Suyolcuzade Mustafa Eyyubi et Derviş Ali. Osman fut précepteur de plusieurs sultans : Ahmed II, Mustafa II et Ahmed III. Osman est connu pour avoir amélioré plusieurs scripts, et son style remplaça progressivement le style de Cheikh Hamdullah. Il devint la référence pour l’assemblage des hilye

## Postérité
La bibliothèque du musée du palais de Topkapı contient plusieurs de ses œuvres.